# Baltika (bryggeri)
Baltika (Балтика) är östeuropas största och Europas näst största bryggeri, baserat i Sankt Petersburg. Baltika grundades år 1990. På den ryska ölmarknaden har de en marknadsandel på omkring 41%.
Företaget har 11 bryggerier i Ryssland (ett huvudkontor, en fabrik och 9 filialer) och ett i Azerbajdzjan. Produktionskapacitet i Ryssland är 5,2 miljoner hektoliter öl per månad
Bryggeriet har mer än 30 sorters öl (inklusive Baltika, Arsenalnoye, Nevskoye, Yarpivo, Tuborg, Carlsberg, Kronenbourg 1664, och ett antal regionala varumärken) samt 8 icke-ölmärken. Det ägs till 89 % av Carlsberg.